# Langen (Hessen)
Langen is een gemeente in de Duitse deelstaat Hessen, en maakt deel uit van de Landkreis Offenbach. De gemeente telt 38.524 inwoners. In de plaats is de Duitse luchtverkeersleiding (Deutsche Flugsicherung) gevestigd en in Langen bevindt zich het Paul-Ehrlich-Institut. Fujitsu Semiconductor Europe heeft er zijn hoofdkantoor.

## Geografie

### Geografische ligging

Langen (Hessen) in het district van Offenbach

Langen is in het district Offenbach, in de agglomeratie van de Rijn-Main-gebied, een van de sterkste economische gebieden in Duitsland. De stad is centraal gelegen tussen de steden Frankfurt am Main en Darmstadt, en is gunstig gelegen in de driehoek gevormd door de universiteiten van Frankfurt, Darmstadt en Mainz. Samen met steden zoals Krakau, Mainz en Praag is de 50ste Latitude in Langen en door middel van een steen gemarkeerde in de buurt van Asklepios Clinic. Lange stroomt door de Sterzbach, die komt van de Paddelteich (Peddelen vijer).

### De omliggende gemeenten
Aangrenzende gemeenten zijn Neu-Isenburg in het noorden, Dreieich in het noorden en oosten, Darmstadt in het zuiden, Egelsbach in het zuiden en westen en Mörfelden-Walldorf in het westen.

### Wijken
Langen is onderverdeeld in de volgende wijken:
Oude Stadt in het oosten. Het ligt in de voormalige oostelijke stadsmuur, die nog steeds gedeeltelijk zichtbaar. In de oude stad is een "oude stad grondwet" om het karakter van de vele vakwerkhuizen te behouden.
Linden in het westen. Linden en Oberlinden zijn als pure woonwijken gemaakt en de resulterende toename van de bevolking van Langen in die tijd aanzienlijk. Deze wijk is genoemd naar de lindebomen, die vroeger waren in de Mörfelder Landstraße.
Neurott in het westen en noorden. Neurott is het industrieterrein van Langen. De ruimte nu gebruikt voor industriële, commerciële en onderzoek is al gemaakt in 1650 door het verwijderen van bomen uit bossen. Het is de zetel van de Duitse luchtverkeersleiding en het Paul-Ehrlich-Institut. 1958 direct aangetrokken tot de as van een verordening voor de Amerikaanse soldaten, die wordt gevolgd van 1961 tot de stad van residentiële Neurott.
Nordend in het noorden. Nordend is een wijk, waarin er veel flatgebouwen en rijtjeshuizen.
Oberlinden in het westen. Linden en Oberlinden zijn als pure woonwijken gemaakt en de resulterende toename van de bevolking van Langen in die tijd aanzienlijk.
Steinberg in het oosten en zuiden. Moderne architectuur en diverse merken een van de mooiste gebieden van de stad. Hoewel niet zo vrij als vroeger, kunt u nog genieten van het panoramische uitzicht.

## Blazoen

### Beschrijving
„In goud, een groene eiken tak met drie eikels rode achtergrond bedekt met een zwarte tak.“

### Symboliek
Het wapen werd goedgekeurd in 1959, echter, is gebaseerd op een zegel uit 1622. De stad was in het wild ban Dreieich, die was gevestigd in een keizerlijk bezit. De horizontale tak is een lokale symbool van de armen van andere armen in de ruimte (zoals Egelsbach) verschillen. De kleuren werden niet officieel vastgesteld, zodat veel verschillende combinaties optreden tot 1959.

### Vlag
De Langen vlag bestaat uit twee smalle rode flanken, welk frame de bredere witte binnenkant baan. Aan de binnenkant baan, is de Langen blazoen toegepast.

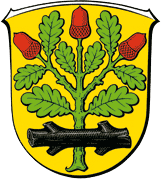
Blazoen van Langen
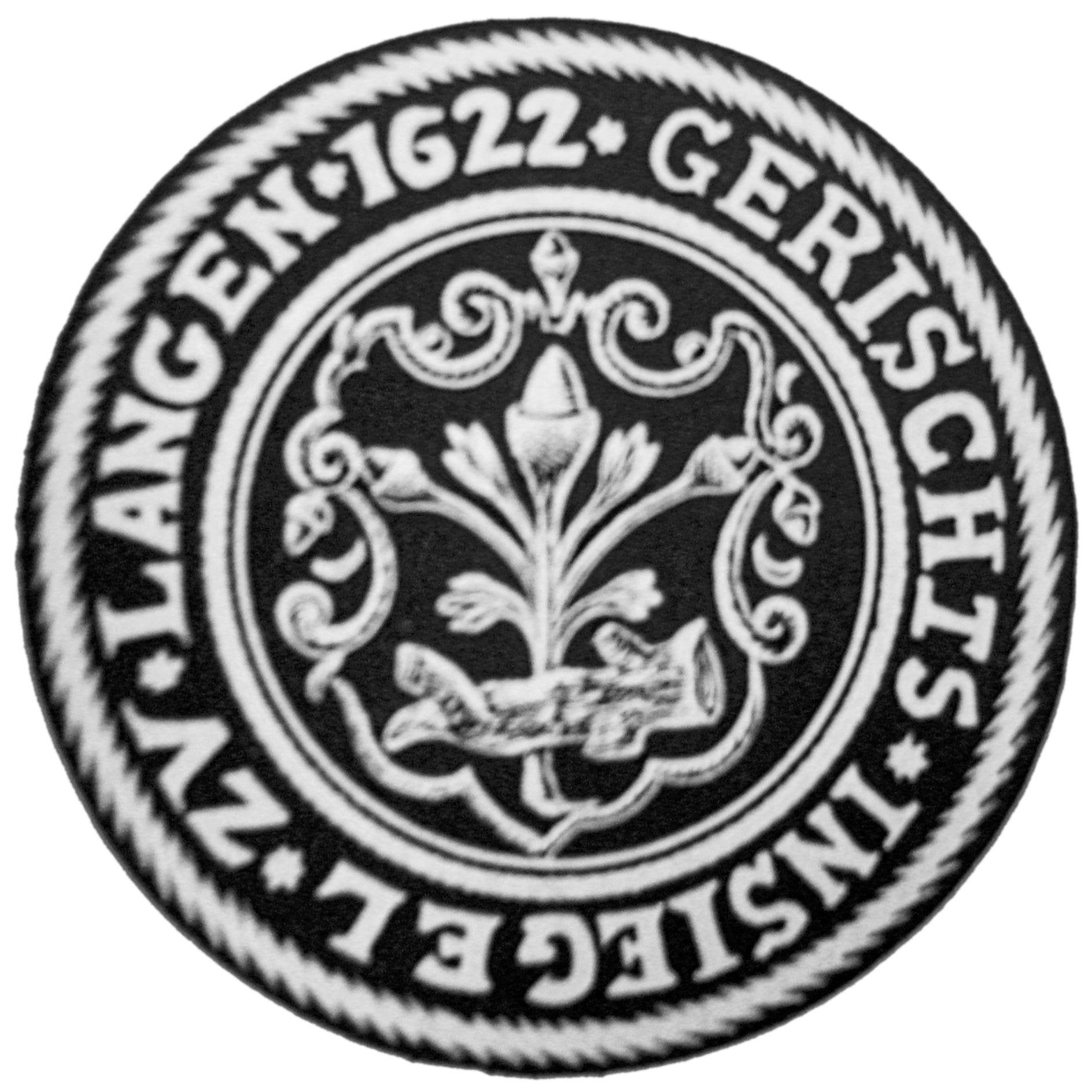
Zegel van het Gerecht

## Stad partnerschap
- Romorantin-Lanthenay  Frankrijk sinds 1968
- Long Eaton  Verenigd Koninkrijk sinds 1970
- Tarsus  Turkije sinds 1991
- Aranda de Duero  Spanje sinds 2006

## Transport
Langen heeft rechtstreekse treinverbindingen naar Frankfurt, Darmstadt, Heidelberg en Mannheim. De S-Bahnlijnen S3 en S4 (S-Bahn Rhein-Main) hebben er een station.
Verder bestaan directe verbindingen naar de autosnelwegen A5 en A661.
Dietzenbach ·
Dreieich ·
Egelsbach ·
Hainburg ·
Heusenstamm ·
Langen (Hessen) ·
Mainhausen ·
Mühlheim am Main ·
Neu-Isenburg ·
Obertshausen ·
Rödermark ·
Rodgau ·
Seligenstadt